# Jūbajī
Jūbajī (persiska: جوبجی) är en ort i Iran.   Den ligger i provinsen Khuzestan, i den centrala delen av landet, 500 km söder om huvudstaden Teheran. Jūbajī ligger 210 meter över havet och antalet invånare är 418.
Terrängen runt Jūbajī är platt åt sydväst, men åt nordost är den kuperad. Runt Jūbajī är det ganska tätbefolkat, med 58 invånare per kvadratkilometer. Närmaste större samhälle är Rāmhormoz, 7,4 km nordväst om Jūbajī. Trakten runt Jūbajī är ofruktbar med lite eller ingen växtlighet.